# TELE+ Bianco
TELE+ Bianco è stato un canale televisivo italiano a pagamento prodotto da Telepiù.

## Storia
Nato il 30 agosto 1997 sulle ex frequenze di TELE+2, fu un canale di tipo generalista, in quanto trasmetteva film ed eventi sportivi in diretta, come gli anticipi e il posticipo del campionato di Serie A.
Nell'estate 1999 TELE+ Bianco ottenne la concessione a trasmettere su copertura nazionale, vincendo la gara pubblica sulla base della graduatoria approvata dalla AGCOM, e il 31 luglio 2003, a seguito della fusione con Stream TV e alla conseguente nascita di Sky Italia, è stato sostituito da Sky Cinema 1, che per quattro mesi e mezzo (fino al 16 dicembre 2003) fu provvisoriamente diffuso sulla rete terrestre (criptato in Irdeto, quindi fruibile dai residuali abbonati analogici) fino alla cessione delle frequenze per via del divieto comunitario per Sky di operare via terrestre fino al 2012.

## Programmi
La programmazione di TELE+ Bianco era costituita dal grande cinema internazionale e italiano, i più importanti eventi sportivi, anch'essi in esclusiva e in diretta, insieme al meglio della produzione mondiale di documentari, a serie e miniserie di grande successo e ad insoliti magazine televisivi dedicati allo sport, al cinema, e alla cultura.
Il 31 dicembre 1998 TELE+ Bianco trasmise in diretta e in chiaro il primo Discorso all'umanità di Beppe Grillo: si trattò di un monologo di trenta minuti circa mandato in onda subito dopo il tradizionale discorso di fine anno del Presidente della Repubblica Italiana, del quale costituisce una sorta di parodia. Il monologo andò in onda anche nel 1999, nel 2000 e nel 2001.